# Lavaré
Lavaré est une commune française, située dans le département de la Sarthe en région Pays de la Loire, peuplée de 817 habitants.
La commune fait partie de la province historique du Maine, et se situe dans le Haut-Maine.

## Géographie
Lavaré est un village de l'est de la Sarthe à une quarantaine de kilomètres du Mans. La commune est traversée par le ruisseau la Tortaigne.
| Bouër    | Bouër           | Saint-Maixent, Lamnay    |
| Le Luart | Lavaré          | Vibraye                  |
| Dollon   | Semur-en-Vallon | Vibraye, Semur-en-Vallon |

### Climat
Pour des articles plus généraux, voir Climat des Pays de la Loire et Climat de la Sarthe.
En 2010, le climat de la commune est de type climat océanique dégradé des plaines du Centre et du Nord, selon une étude du CNRS s'appuyant sur une série de données couvrant la période 1971-2000. En 2020, Météo-France publie une typologie des climats de la France métropolitaine dans laquelle la commune est exposée à un climat océanique altéré et est dans la région climatique  Moyenne vallée de la Loire, caractérisée par une bonne insolation (1 850 h/an) et un été peu pluvieux. 
Pour la période 1971-2000, la température annuelle moyenne est de 10,7 °C, avec une amplitude thermique annuelle de 14,4 °C. Le cumul annuel moyen de précipitations est de 714 mm, avec 12,1 jours de précipitations en janvier et 7,3 jours en juillet. Pour la période 1991-2020, la température moyenne annuelle observée sur la station météorologique de Météo-France la plus proche, sur la commune du Luart à 5 km à vol d'oiseau, est de 12,0 °C et le cumul annuel moyen de précipitations est de 686,4 mm,. Pour l'avenir, les paramètres climatiques de la commune estimés pour 2050 selon différents scénarios d'émission de gaz à effet de serre sont consultables sur un site dédié publié par Météo-France en novembre 2022.

## Urbanisme

### Typologie
Au 1er janvier 2024, Lavaré est catégorisée commune rurale à habitat dispersé, selon la nouvelle grille communale de densité à sept niveaux définie par l'Insee en 2022.
Elle est située hors unité urbaine. Par ailleurs la commune fait partie de l'aire d'attraction de La Ferté-Bernard, dont elle est une commune de la couronne,. Cette aire, qui regroupe 37 communes, est catégorisée dans les aires de moins de 50 000 habitants,.

### Occupation des sols
L'occupation des sols de la commune, telle qu'elle ressort de la base de données européenne d’occupation biophysique des sols Corine Land Cover (CLC), est marquée par l'importance des territoires agricoles (64,3 % en 2018), en diminution par rapport à 1990 (67,8 %). La répartition détaillée en 2018 est la suivante : 
terres arables (41,5 %), forêts (33,8 %), prairies (19,1 %), zones agricoles hétérogènes (3,6 %), zones urbanisées (2 %). L'évolution de l’occupation des sols de la commune et de ses infrastructures peut être observée sur les différentes représentations cartographiques du territoire : la carte de Cassini (XVIIIe siècle), la carte d'état-major (1820-1866) et les cartes ou photos aériennes de l'IGN pour la période actuelle (1950 à aujourd'hui).

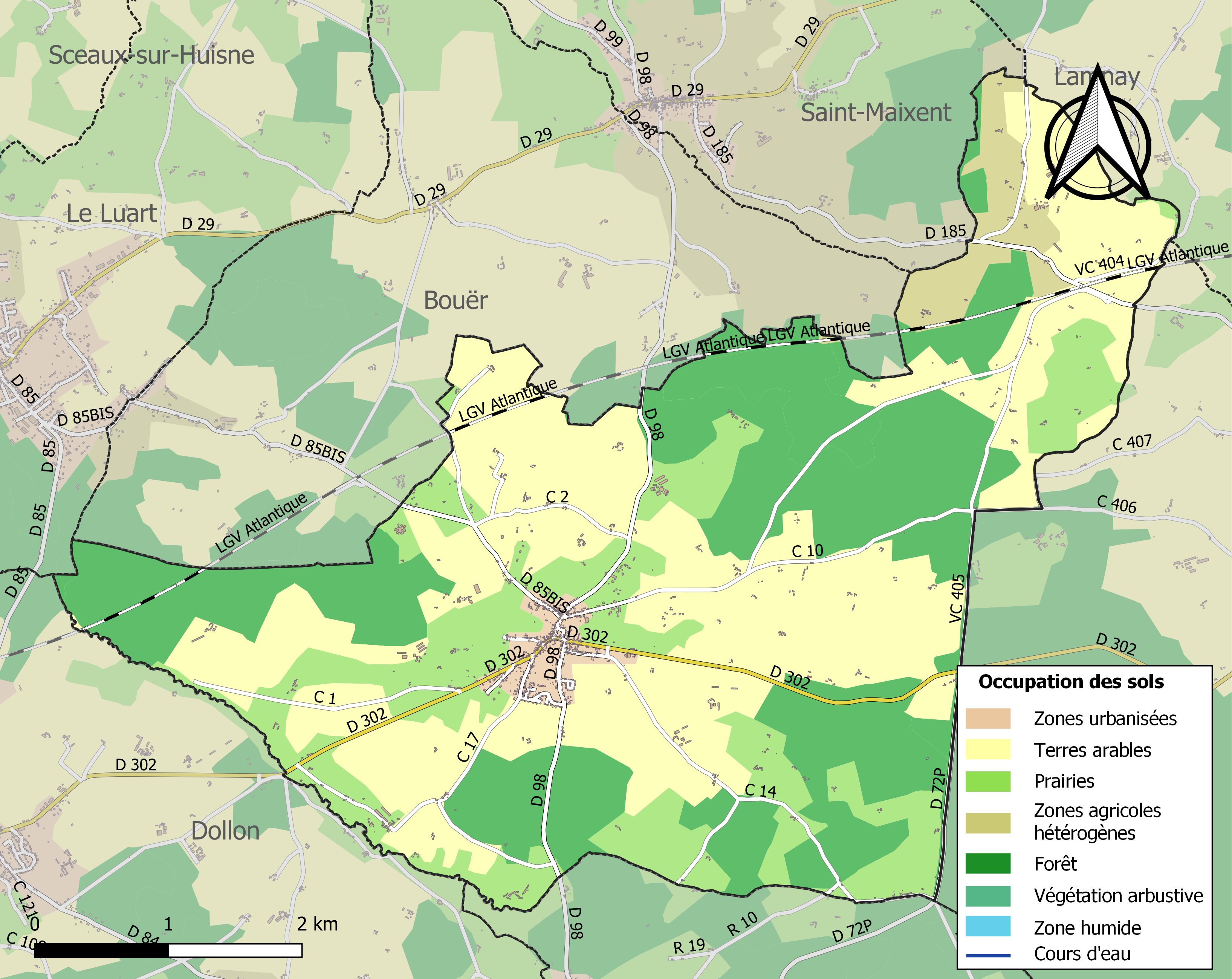
Carte des infrastructures et de l'occupation des sols de la commune en 2018 (CLC).

## Toponymie
Le nom de la localité est attesté au XIe siècle sous la forme Lavariacum[réf. à confirmer].
Le gentilé est Lavaréen.

## Histoire
Une voie antique traversait le territoire avec une possible occupation humaine.
Au XIe siècle, il est fait mention de « Lavariacum » dans un texte révélant que le propriétaire des terres, entrant dans les ordres, fait don de son bien à l’abbaye de la Couture du Mans. Le bourg doit peut-être sa création à la construction de l'église romane — dont une partie reste visible — par la volonté de cette abbaye.
En octobre 2015, un Messerschmitt 109 a été retrouvé dans un champ, non loin de Saint-Maixent. Cet avion serait tombé entre juin et juillet 1944, et un autre se serait abîmé vers Saint-Michel-de-Chavaignes le même jour[réf. nécessaire].

## Politique et administration
| Période                                  | Période   | Identité      | Étiquette | Qualité              |
| ---------------------------------------- | --------- | ------------- | --------- | -------------------- |
| mars 1977                                | mars 2008 | Roger Massé   | PCF       | Principal de Collège |
| mars 2008                                | En cours  | Nicolas Massé | SE        | Assureur             |
| Les données manquantes sont à compléter. |           |               |           |                      |

### Enseignement
Une école primaire se situe au centre du village.

### Santé
Le centre de santé médical et dentaire le plus proche se trouve à Vibraye. Les hôpitaux les plus proches se trouvent à La Ferté-Bernard et Saint-Calais.

## Démographie
L'évolution du nombre d'habitants est connue à travers les recensements de la population effectués dans la commune depuis 1793. Pour les communes de moins de 10 000 habitants, une enquête de recensement portant sur toute la population est réalisée tous les cinq ans, les populations de référence des années intermédiaires étant quant à elles estimées par interpolation ou extrapolation. Pour la commune, le premier recensement exhaustif entrant dans le cadre du nouveau dispositif a été réalisé en 2005.
En 2022, la commune comptait 817 habitants, en évolution de −3,54 % par rapport à 2016 (Sarthe : −0,25 %, France hors Mayotte : +2,11 %).
| 1793 | 1800 | 1806 | 1821  | 1831  | 1836  | 1841  | 1846  | 1851  |
| ---- | ---- | ---- | ----- | ----- | ----- | ----- | ----- | ----- |
| 900  | 980  | 963  | 1 045 | 1 222 | 1 244 | 1 233 | 1 298 | 1 326 |

| 1856  | 1861  | 1866  | 1872  | 1876  | 1881  | 1886  | 1891  | 1896  |
| ----- | ----- | ----- | ----- | ----- | ----- | ----- | ----- | ----- |
| 1 339 | 1 352 | 1 322 | 1 290 | 1 257 | 1 239 | 1 252 | 1 267 | 1 208 |

| 1901  | 1906  | 1911  | 1921  | 1926  | 1931  | 1936  | 1946  | 1954 |
| ----- | ----- | ----- | ----- | ----- | ----- | ----- | ----- | ---- |
| 1 239 | 1 298 | 1 307 | 1 118 | 1 130 | 1 106 | 1 045 | 1 010 | 921  |

| 1962 | 1968 | 1975 | 1982 | 1990 | 1999 | 2005 | 2006 | 2010 |
| ---- | ---- | ---- | ---- | ---- | ---- | ---- | ---- | ---- |
| 922  | 824  | 761  | 728  | 712  | 736  | 808  | 817  | 841  |

| 2015 | 2020 | 2022 | - | - | - | - | - | - |
| ---- | ---- | ---- | - | - | - | - | - | - |
| 842  | 818  | 817  | - | - | - | - | - | - |

## Économie
- Location de chalets à la base de loisirs.
- Agriculture.

## Lieux et monuments

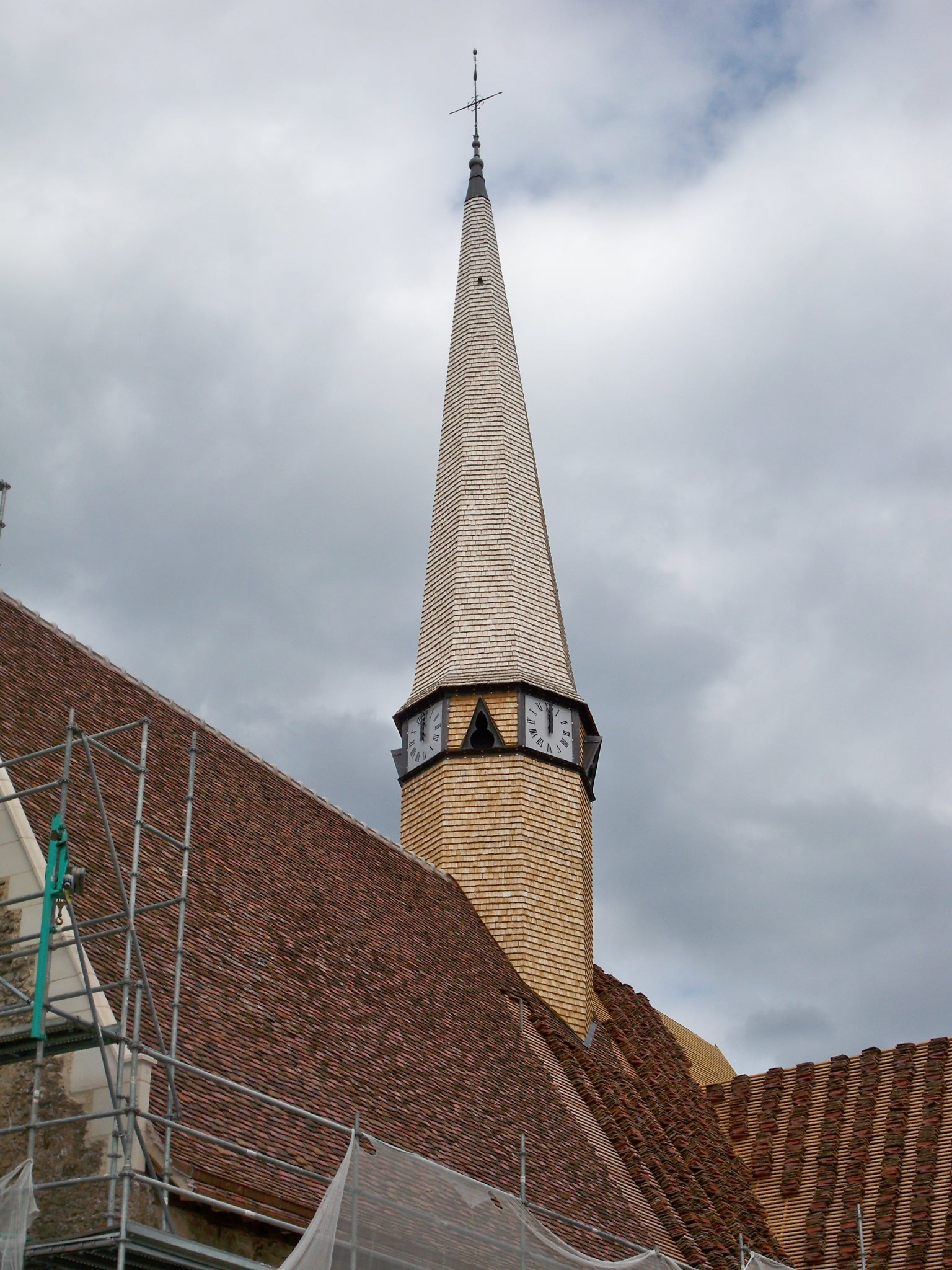
Le clocher de l'église Saint-Pierre de Lavaré pendant sa restauration.

- Église Saint-Pierre, des XIe et XVIe siècles, classée au titre des Monuments historiques en 2004[21] à l'initiative de l'association Le Bois aux Moines, créée en 1987 afin de protéger et restaurer l'église. Le Bois aux Moines propose des expositions et des concerts, dans l'église et le prieuré attenant, notamment dans le cadre de l'opération Patrimoine vivant, sous l'égide du conseil départemental de la Sarthe. L'église a été restaurée en 2014.
- Prieuré du XVIe siècle, entièrement rénové en 2007, en location pour les manifestations, professionnelles ou privées.
- Lavoir restauré sur le ruisseau la Tortaigne.

## Activité et manifestations

### Loisirs
- Base de loisirs dotée d'un lac, plage surveillée l'été avec jeux, zone de pêche, piste cyclable pour vélo et roller, skate park, camping deux étoiles, terrain de cross, terrain de boules, panier de basket, terrain de foot, terrain de tennis, parcours santé.
- La base de loisirs propose également des chalets d'hébergement de groupes, une salle de réception et un chalet des randonneurs avec tables et barbecue en libre service.

### Manifestations
- Le 14-Juillet c'est à Lavaré : sur la base de loisirs a lieu chaque année, depuis 1977, une grande fête réunissant petits et grands. Défilé en habit d'époque avec musique, restauration, animations et jeux toute la journée. Le soir, un spectacle sons et lumières sur le thème du 14-Juillet avec embrasement d'une grande Bastille (plus de 150 m2 au sol) et feu d'artifice à la nuit tombée.
- Expositions et concerts du Bois aux Moines dans l'église ou le prieuré.

### Sports
- Un des dix circuits de rallycross français (longueur 1 070 m), accueillant chaque année une étape du championnat de France de rallycross.
- Le circuit accueille également des épreuves de Fol'Car.

### Jumelages
- Old Catton (Angleterre)[22].
- Wagenfeld (Allemagne).